# Krossneset
Krossneset es una localidad del municipio de Meland, en la provincia de Hordaland (Noruega). El pueblo se encuentra ubicada al suroeste del país, cerca del fiordo de Hardanger y de la costa del mar de Noruega. Concretamente dentro de la isla de Flatøy, a medio camino entre los pueblos de Frekhaug (al oeste) y Knarvik (al este).  La aldea de 0.59 kilómetros cuadrados tiene una población (2017) de 507 habitantes.